# Motionscenter
Et motionscenter, også kaldet fitnesscenter, er et facilitet hvor kunder og sportsudøvere har adgang til maskiner, udstyr og rådgivning til diverse fysiske øvelser. Hyppige årsager til at gå i motionscenter kan være ønske om at tabe sig, bodybuilding eller fysisk vedligeholdelse. 
Motionscentre tilbyder almindeligvis rådgivning via instruktører, der hjælper kunderne med at tilrettelægge programmer, udføre øvelserne korrekt og eventuelt også lægge en kostplan. Flere steder tilbydes også anden service såsom fysiologisk massage. Folk der træner i centeret er typisk tilknyttet et abonnement, men der tilbydes normalt prøvetid, enten gratis eller mod betaling. Nybegyndere kan typisk også benytte sig af en personlig træner, men dette vil almindeligvis være pålagt ekstra betaling per time. Nogle centre er specifikt rettet mod kvinders træning.
Områder til konditionstræning med løbebånd, romaskiner, stepmaskiner, mm. er i moderne centre suppleret med tv-skærme for at underholde udøverne under længere øvelser. Flere centre tilbyder også holdtræning, der anføres af en instruktør, og som blandt andet hjælper til at holde deltagernes motivation og fremmøde stabilt. Holdtræning kan eksempelvis være stepping, cykling ("spinning"), bodybuilding, balancetræning med bolde, aerobic, yoga, pilates, mm. Ofte er holdtræningen suppleret med baggrundsmusik for at holde en træningsrytme.
De fleste motionscentre i Danmark indgår i kædesamarbejder. De største kæder i Danmark er fitness dk og Fitness World. 